# Silvia Hofman
Silvia Hofman (Amsterdam, 29 oktober 1981) is een Nederlandse voormalige handbalster. Ze heeft in 2011 haar carrière beëindigd.

## Individuele prijzen
- Handbalster van het jaar van de Eredivisie: 2001/02